# All the Cats Join In
Pour plus de détails, voir Fiche technique et Distribution.
All the Cats Join In est un court métrage d'animation américain réalisé par Walt Disney Productions, sorti initialement le 20 avril 1946, comme une séquence du film La Boîte à musique,,.

## Synopsis
Un chat adolescent entend une chanson issue d'un jukebox dans une boutique. Il appelle alors sa compagne et ils dansent ensemble.

## Fiche technique
- Titre original : All the Cats Join In
- Réalisateur : Jack Kinney
- Voix : Benny Goodman et son orchestre
- Animateur : Fred Moore
- Producteur : Walt Disney
- Production : Walt Disney Productions
- Distributeur : Buena Vista Pictures
- Date de sortie : Dans La Boîte à musique : 20 avril 1946
- Format d'image : Couleur (Technicolor)
- Son : Mono
- Musique[2],[3] : Ray Gilbert, Eddie Sauter, Alec Wilder
- Durée : 4 min
- Langue : (en)
- Pays de production :  États-Unis

## Commentaires
L'orchestre de Benny Goodman était constitué ainsi :  Benny Goodman (clarinette), Cozy Cole (percussion), Sid Weiss (contrebasse) et Teddy Wilson (piano).
La séquence All the Cats Join In débute avec l'appel reçu par une jeune fille de son petit ami qui l'invite à aller danser. Elle se prépare donc pour la soirée, se déshabille, passe sous la douche puis enfile des vêtements légers avant d'aller danser. Cette succession d'actions présente selon Brode pour la première fois au cinéma et de manière graphique l'anatomie d'une jeune fille. L'histoire a été écrite par Jack Kinney, Lance Nolley et Don DaGradi.
Ce film est un dessin animé constitué de simples crayonnés. Grant indique que le film utilise la technique d'animation limitée. Griffin associe ici cette représentation à celle des affiches publicitaires et des productions cinématographiques faites pour « rappeler aux soldats américains sur les fronts éloignés pour quoi ils se battent. »
Maltin et Beck considèrent que ce qui doit rester du film sont les deux musiques de Benny Goodman, qui ont bien inspiré l'équipe de Disney, : All the Cats join In est une délicieuse évocation de l'insouciance américaine au début des années 1940 et After You've gone l'une des meilleures animation surréaliste de Disney.
Brode considère cette dernière comme la présentation de ce que la morale des années 1940 désigne comme une mauvaise fille. Il ajoute que l'anatomie et les scènes dévêtues sont une première jamais encore réalisée par le cinéma d'Hollywood. Sean Griffin précise que la séquence aurait dû être modifiée à la demande de la Production Code Administration, qui jugeait la scène de la demoiselle nue sous la douche trop suggestive ; toutefois elle fut conservée grâce à un sceau d'approbation>.
La présence de cette scène fit écrire par le Times la critique suivante : « Cette séquence est une version jukebox d'un enregistrement de Benny Goodman, dans lequel de jeunes orgiaques, férus de chocolat au malt, se déchaînent un peu partout. » Brode considère All the Cats join In comme une définition avant l'heure du concept de culture jeune des années 1950 autour du phénomène du rock 'n' roll.